# Tüskétlen szeder
A tüskétlen szeder a Rubus nemzetségbe tartozó R. rusticanus var. inermis változatának továbbnemesítésével létrehozott, a XX. század elején elterjedt gyümölcstermő növény.

## Fajták
A szeder termelése csak a tüskétlen fajták megjelenésével került előtérbe. Az első tüskementes fajta létrehozása 1938-ra tehető, és Angliában nemesítették, ez a Merton Thornless nevű fajta.
Néhány ismert fajta:

Thornfree (Brainerd x Merton Thornless) x (Merton Thornless x Eldorado) a kerti termesztésre nemesített, tüskéket nem fejlesztő fajta. Hajtásai erős növekedésűek, 1–4 cm vastagok, és akár 4–5 m-re is megnőnek, termése húsos, lédús, éretten fekete, akár 2-3-szor akkora, mint a vadszederé, és ugyanúgy felhasználható.
A Navaho szeder, nem szétterülően, hanem felfelé növekvő tüskementes, ezért kis helyen is jól termeszthető. Termései nagyméretűek, jó aromájuk, betegségekkel szemben ellenállók.
A Skóciából származó Loch Ness, félig felálló-kúszó növekedésű, tüskementes. Gyümölcse nagyméretű, kemény húsú, jó aromájú, édes. Július közepétől – szeptemberig érik.

## Termesztése
Magyarországon jelentősebb árutermelő szederültetvények létesítésére az 1980-as években került sor, de a kiskertekben is kedvelt gyümölcs.
A tüskétlen szeder fagyérzékenyebb, mint a tüskés fajták, olyan területeken ahol a hőmérséklet gyakran esik -20 °C alá, a szeder nem termeszthető igazán sikeresen, -23 °C-os hidegben már erősen károsodhat.

Kevéssé vízigényes, mint a málna, de vízigénye így is jelentős. Jó levegő- és vízgazdálkodású talajon terem kielégítően.

## Felhasználható
Magas a foszfor- és a vastartalma. 8 g fehérjét, 18 g zsírt, 60 g szénhidrátot, 5 g szerves sót és 40 g rostot tartalmaz kilogrammonként.A termése C-vitaminban gazdag, ezért nyers fogyasztása (gyümölcssalátákba, cukrozva), de cukor nélkül is kellemes, üdítő hatású.
Alkalmas még süteményekbe, gyümölcstortákba, lekvár és zselé, de szörp és gyümölcsbor  készítésére is. Szárított levelét gyógyteaként használják.
Ha a megmosott szedret leöntjük mézzel és tejszínnel, botmixerrel kellemes italt készíthetünk belőle. Hűtve is nagyon finom.

## Külső hivatkozások
Málna és szeder növényvédelme